# اس‌تی‌اس-۶۳
اس‌تی‌اس-۶۳ (انگلیسی: STS-63)  یکی از ماموریت‌های برنامه شاتل‌های فضایی بود که در تاریخ ۳ فوریه ۱۹۹۵ از پایگاه فضایی کندی به مقصد ایستگاه فضایی میر پرتاب شد. این ماموریت توسط شاتل دیسکاوری انجام گرفت و بخشی از برنامه شاتل–میر بود که به صورت مشترک توسط روسیه و آمریکا انجام گرفت.